# Pieve di Cadore
Pieve di Cadore – miejscowość i gmina we Włoszech, w regionie Wenecja Euganejska, w prowincji Belluno.
Według danych na styczeń 2009 gminę zamieszkiwało 4038 osób przy gęstości zaludnienia 60,6 os./1 km².

## Związane osoby
Osoby urodzone w Pieve di Cadore:
- Tycjan – malarz renesansowy
- Stefania Constantini – curlerka
- Marta Lo Deserto – curlerka
- Lisa Vittozzi – biathlonistka